# Sesamum orientale
Sesamum orientale är en sesamväxtart som beskrevs av Carl von Linné. Sesamum orientale ingår i släktet sesamer, och familjen sesamväxter. Inga underarter finns listade i Catalogue of Life.

## Bildgalleri

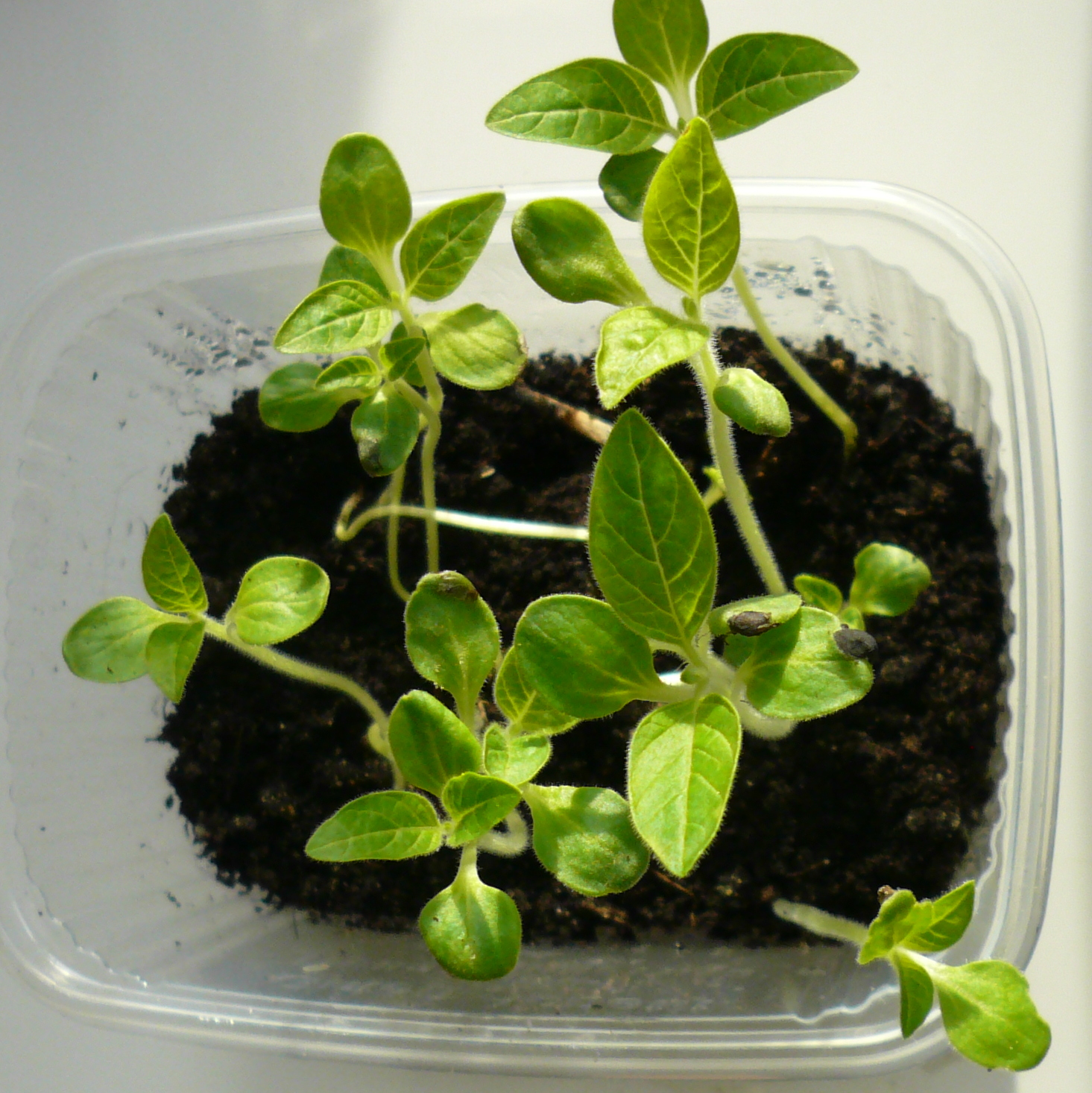
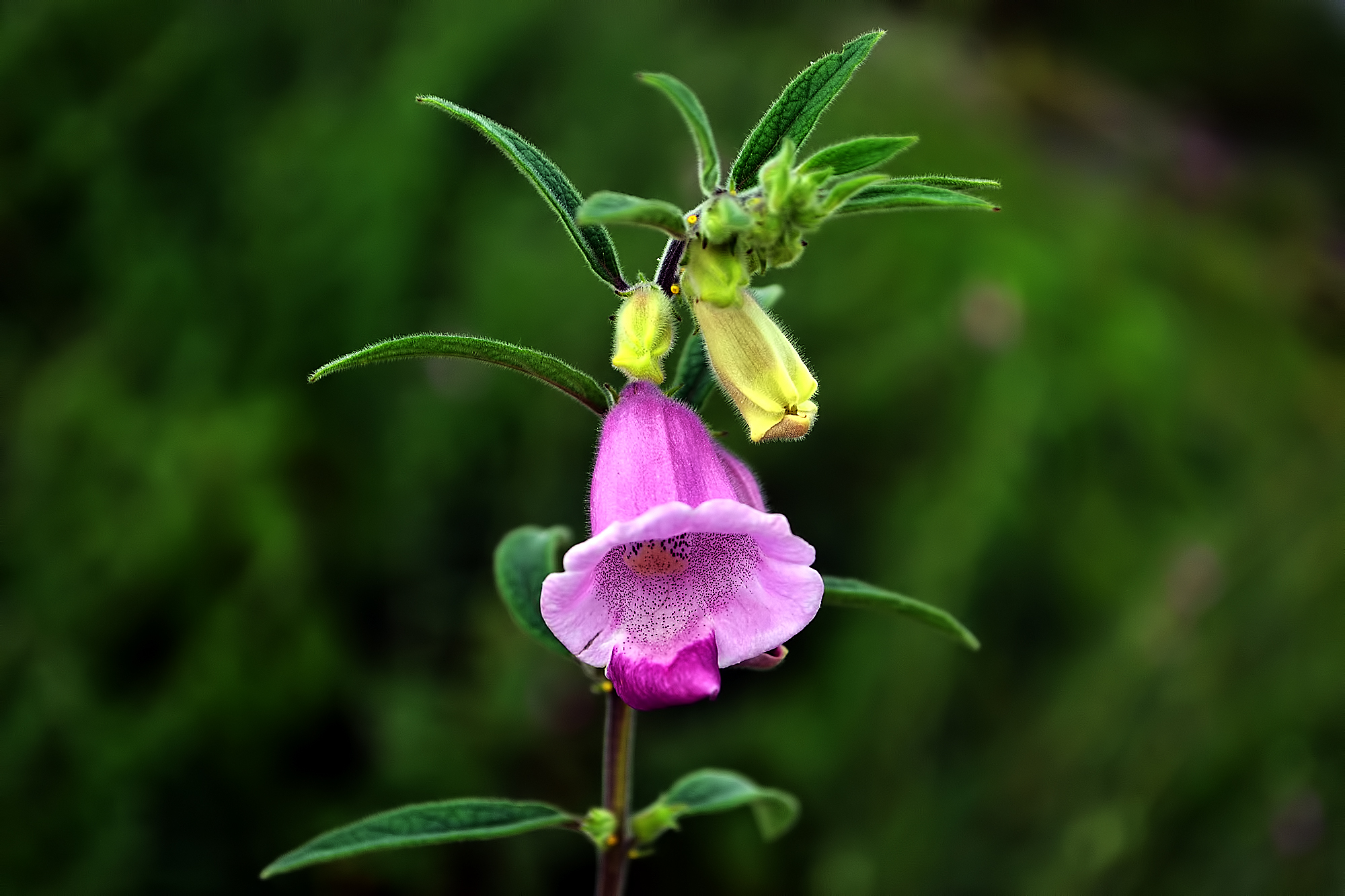
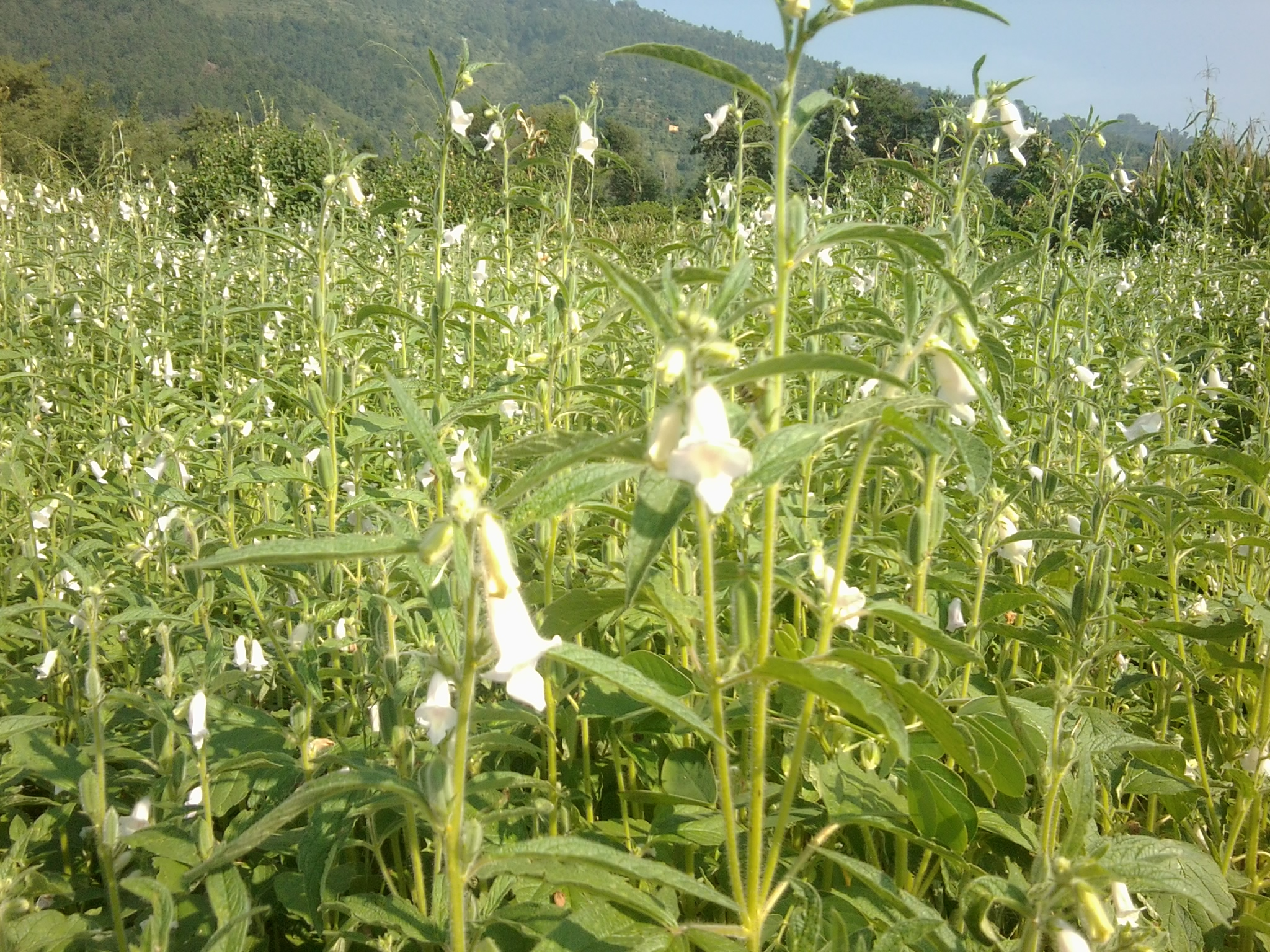
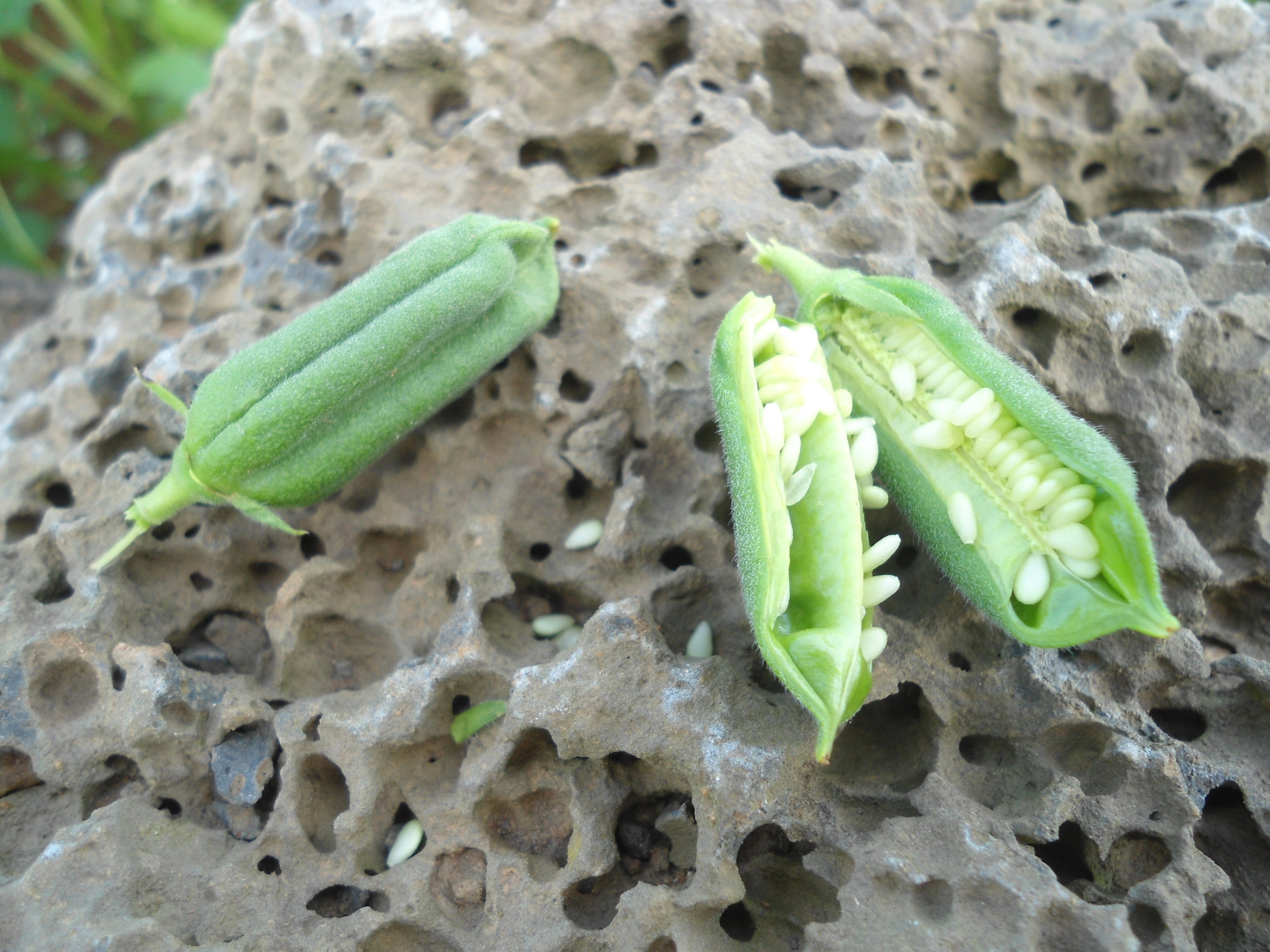
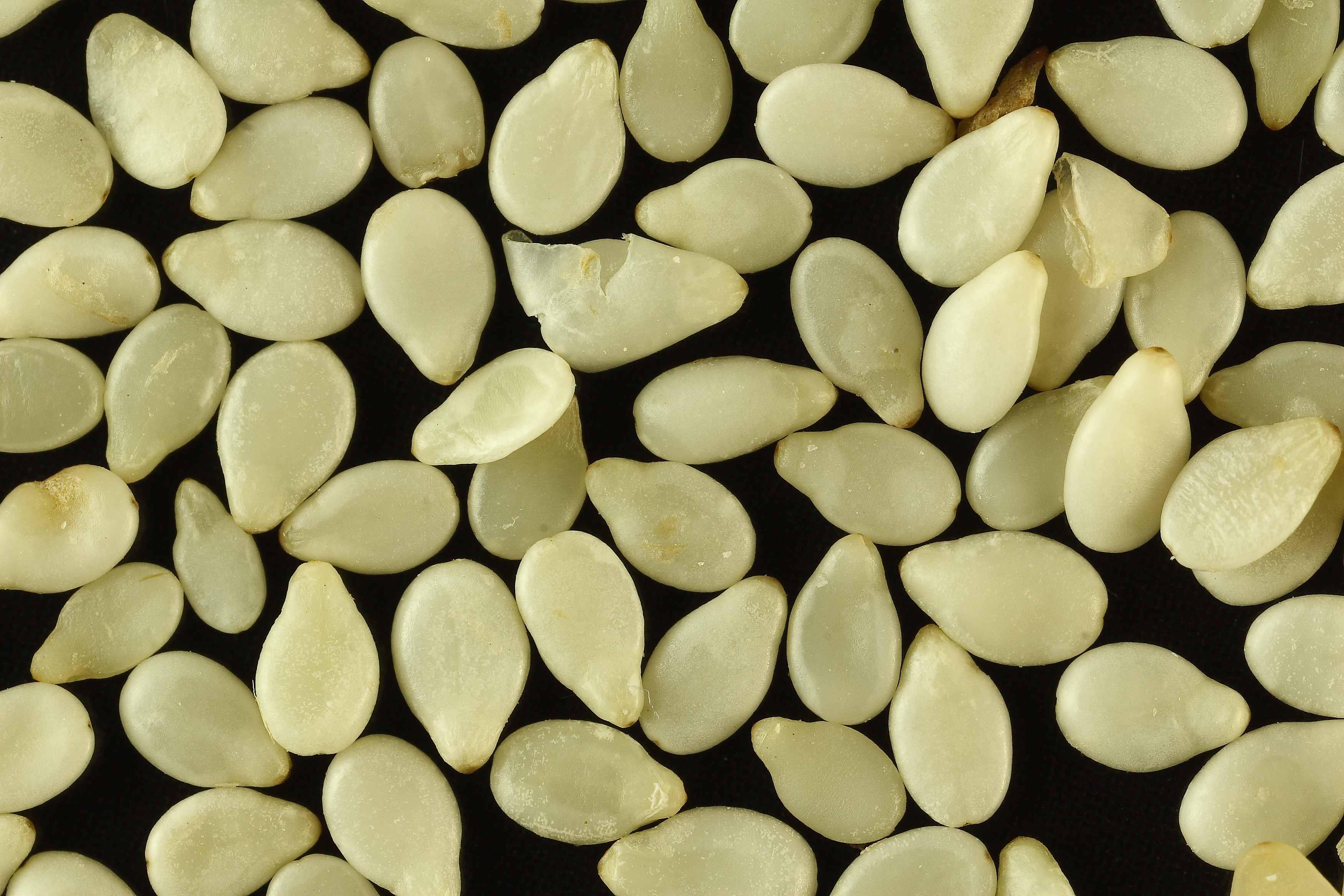
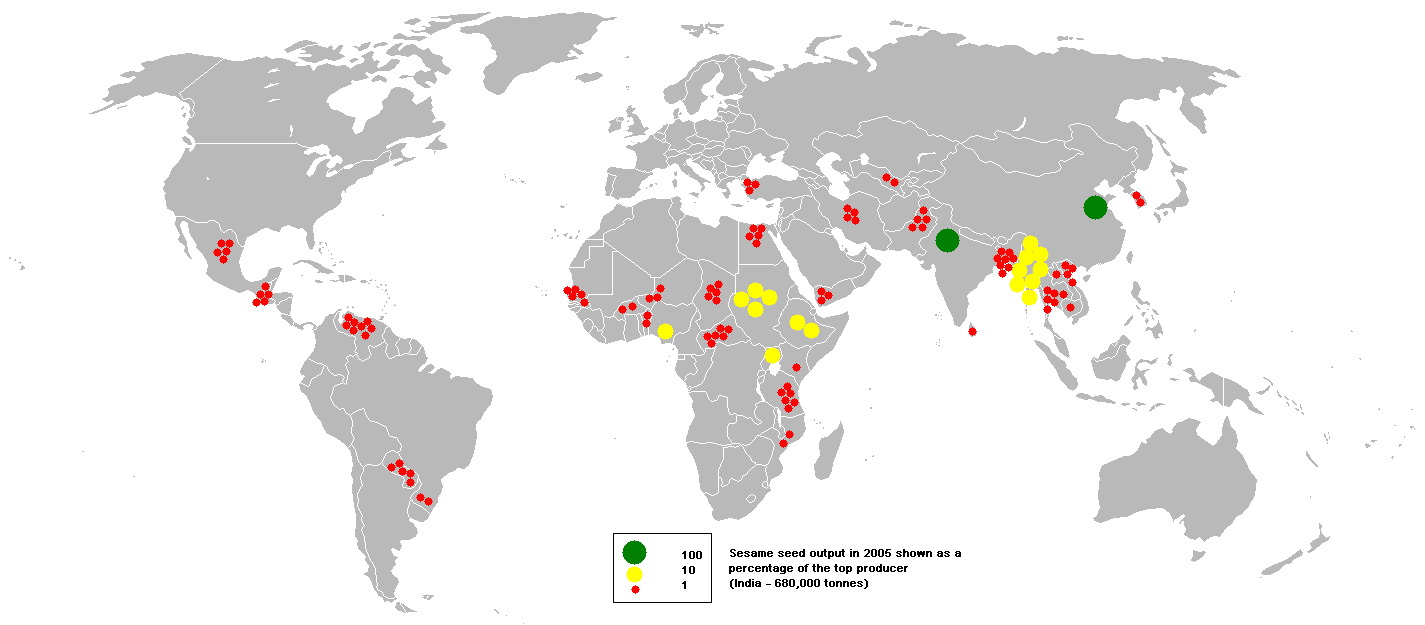